# Juan Carlos Domínguez
Juan Carlos Domínguez Domínguez (Íscar, Valladolid, España, 13 de abril de 1971) es un exciclista español, profesional entre 1995 y 2006, cuyo mayor éxito deportivo lo logró en la edición de 2002 del Giro de Italia al obtener 1 victoria de etapa.
Participó en la prueba de fondo en carretera de los Juegos Olímpicos de 2000 celebrados en Sídney, no llegando a finalizar la carrera.
Posee el récord de 11 vueltas de una semana ganadas en España.[cita requerida]

## Palmarés
| 1994 (como amateur) - Vuelta a Álava 1995 (como amateur) - Gran Premio Capodarco 1997 - Vuelta a la Comunidad Valenciana - Vuelta a Murcia, más 1 etapa - Semana Catalana, más 1 etapa 1998 - 1 etapa de la Vuelta a La Rioja - Clásica de Alcobendas - 2.º en el Campeonato de España en Ruta 1999 - Vuelta a La Rioja, más 1 etapa - Clásica de Alcobendas - Vuelta a Aragón, más 1 etapa - Vuelta a Asturias, más 1 etapa | 2001 - Vuelta a Aragón, más 1 etapa - Vuelta a Asturias, más 1 etapa - Euskal Bizikleta 2002 - 1 etapa de la Semana Catalana - 1 etapa del Giro de Italia 2003 - 1 etapa del Tour de Picardie 2004 - Vuelta a Andalucía, más 1 etapa 2005 - Vuelta a Burgos, más 1 etapa |

## Resultados en las grandes vueltas
| Carrera              | 1995 | 1996 | 1997 | 1998 | 1999 | 2000 | 2001  | 2002 | 2003 | 2004 | 2005 | 2006 |
| -------------------- | ---- | ---- | ---- | ---- | ---- | ---- | ----- | ---- | ---- | ---- | ---- | ---- |
| Giro de Italia       | -    | Ab.  | Ab.  | 45.º | -    | Ab.  | -     | 75.º | -    | Ab.  | -    | -    |
| Tour de Francia      | -    | -    | -    | -    | -    | -    | -     | -    | -    | -    | -    | -    |
| Vuelta a España      | 65º  | 72.º | 18.º | Ab.  | -    | -    | 121.º | 93.º | Ab.  | Ab.  | -    | -    |
| Mundial en Ruta      | -    | -    | -    | -    | -    | -    | -     | -    | -    | -    | -    | -    |
| Mundial Contrarreloj | -    | 7º   | 10º  | -    | -    | -    | -     | -    | -    | -    | -    | -    |

-: no participa

Ab.: abandono

## Equipos
- Kelme (1995-1997)
- Vitalicio Seguros (1998-2000)
- Linda McCartney Cycling Team (2000)[1]
- iBanesto.com (2001)[2]
- Phonak (2002-2003)
- Saunier Duval-Prodir (2004-2005)
- Unibet.com (2006)